# Abrothrix lanosa
Abrothrix lanosa és una espècie de mamífer rosegador de la família dels cricètids. Viu a Xile i l'Argentina. Es tracta d'un animal nocturn. Els seus hàbitats naturals són els boscos i matollars del sud de la Patagònia. És una espècie en risc mínim, és a dir, no sembla que hi hagi cap amenaça significativa per a la seva supervivència. El seu nom específic, lanosa, significa ‘llanosa’ en llatí.